# ACシュニッツァー

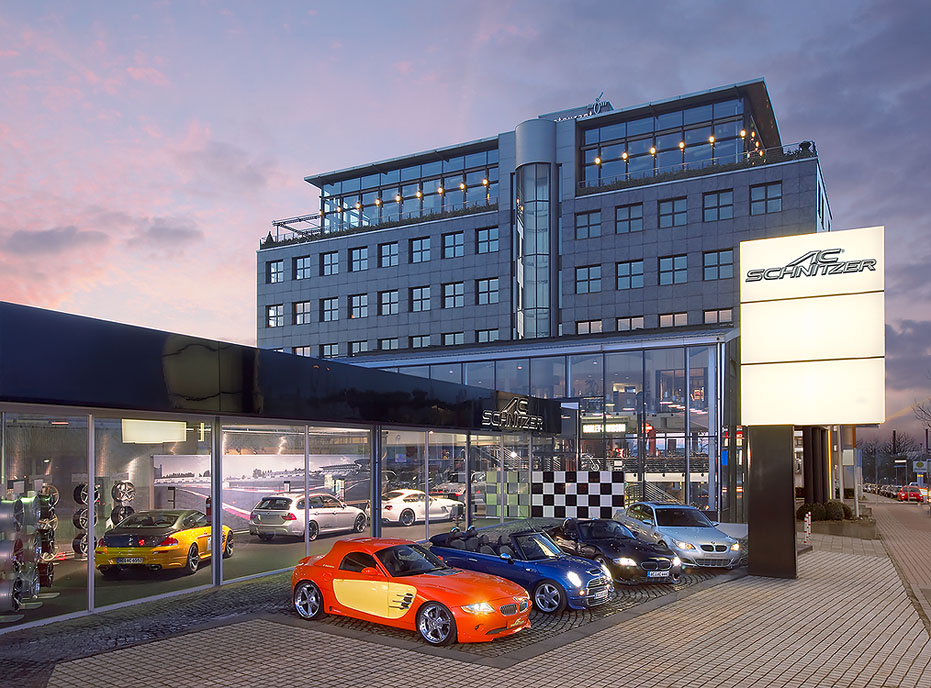
アーヘンの本社ビル

ACシュニッツァー（AC Schnitzer ）は、1987年設立され、ドイツ・アーヘンに本拠を置き、BMWグループのモデルを専門に扱う自動車メーカー、チューナーである。ACはアーヘンのナンバープレートコードである。
アルピナ同様各種カスタマイズパーツだけでなくコンプリートカーも製造するため自動車メーカーという側面も持ち合わせている。正規代理店を通じ世界約50か国でパーツやコンプリートカーが入手できる。アーヘンの本社ビルにはショールームや高級レストランも併設されている。

## 製品
- M3CSL - 1993年のフランクフルトショーにて発表されたコンセプトカーで世界に1台しか存在しない。E36型BMW M3をチューニングしたもので、エンジンは直列6気筒2,990ccDOHC。ボディーカラーは紫がかったグレー[1]。
- M3CSL II/S3スポーツCLS II - BMWの要請により製作途中で名称を変更した。M3Bベース、5速MT仕様で1台が製作され1996年のフランクフルトショーにて発表され、顧客の要請でもう1台がM3Cベース、6速MT仕様で製作された。エンジンは直列6気筒3,201ccDOHC、350仏馬力/7,700rpm、最高速度は290km/h、0-100km/hは5.1秒、車両重量1,420kg。日本に正規輸入はされなかったが熊本市のアパルーサというカーショップが約1,700万円で輸入し販売した。ボディーカラーは深いグリーン[1]。